# Pirching am Traubenberg
Pirching am Traubenberg ist eine Gemeinde mit 2534 Einwohnern (Stand 1. Jänner 2024) im Südosten der Steiermark im Bezirk Südoststeiermark. Mit 1. Jänner 2015 wurden im Rahmen der Gemeindestrukturreform in der Steiermark die ehemaligen Gemeinden Edelstauden und Frannach eingemeindet.

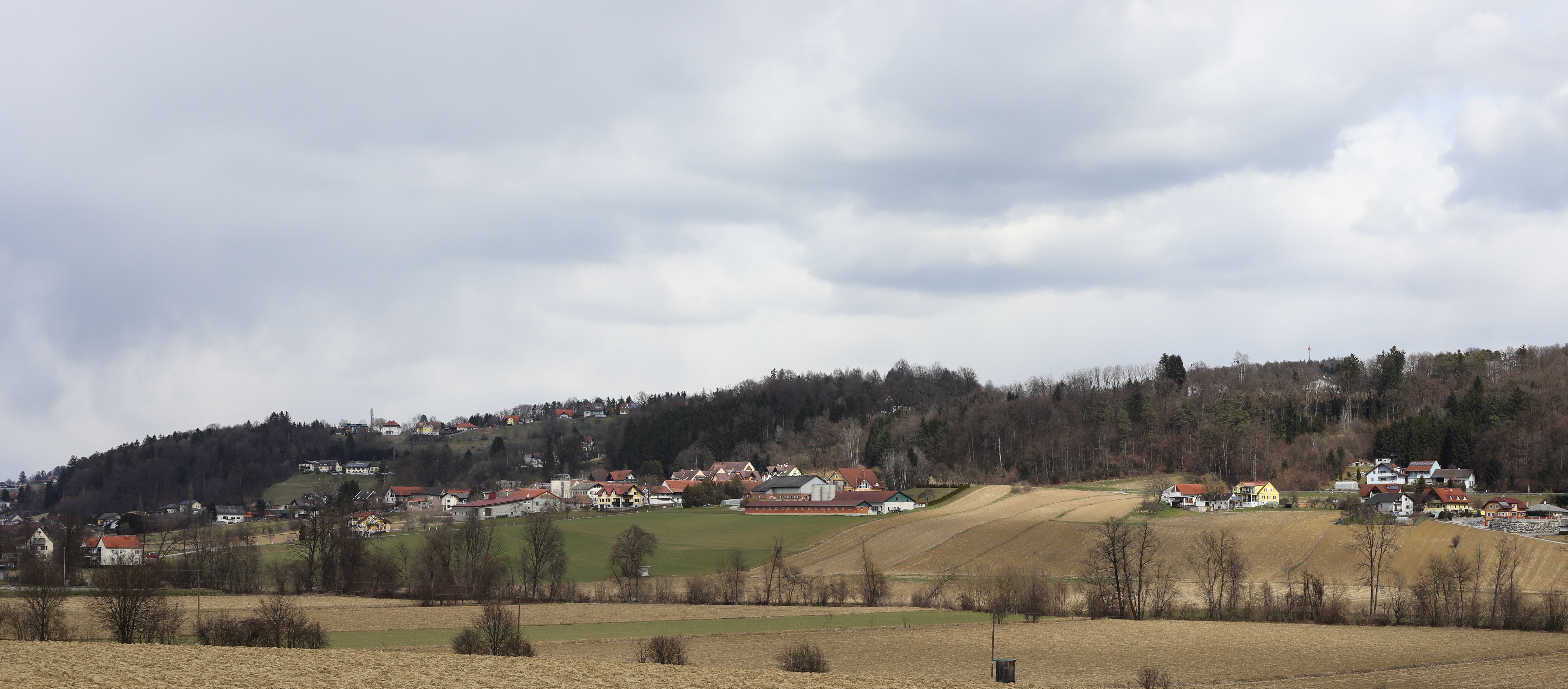
Pirching am Traubenberg

## Geografie

### Geografische Lage
Pirching am Traubenberg liegt circa 18 km südöstlich von Graz und circa 22 km westlich der Bezirkshauptstadt Feldbach am Ostrand des Stiefingtals im Oststeirischen Hügelland.

### Gemeindegliederung
Das Gemeindegebiet umfasst neun Ortschaften (Einwohner, Stand 1. Jänner 2024):
- Edelstauden (414 Ew.)
- Frannach (204)
- Guggitzgraben (471)
- Kittenbach (112)
- Manning (163)
- Oberdorf (164)
- Oberlabill (162)
- Pirching am Traubenberg (611)
- Rettenbach in Oststeiermark (233)

Die Gemeinde besteht aus vier Katastralgemeinden (Fläche Stand 31. Dezember 2023):
- Edelstauden (676,67 ha)
- Frannach (804,75 ha)
- Pirching (1.128,36 ha)
- Rettenbach (540,65 ha)

### Eingemeindungen
Mit 1. Jänner 1965 wurde die Gemeinde Rettenbach in Oststeiermark mit Pirching am Traubenberg zusammengelegt.

### Nachbargemeinden
Nur eine der sechs Nachbargemeinden liegt im selben Bezirk, eine im Bezirk Graz-Umgebung (GU) und vier im Bezirk Leibnitz (LB).
| Empersdorf (LB)               | Sankt Marein bei Graz (GU)                  |                             |
| Heiligenkreuz am Waasen (LB)  | Kompassrose, die auf Nachbargemeinden zeigt | Kirchbach in der Steiermark |
| Allerheiligen bei Wildon (LB) | Schwarzautal (LB)                           |                             |

## Geschichte
Die erste urkundliche Erwähnung erfolgte 1318 als Pirchaern. Der Name änderte sich 1340 zu Pircham und 1458 zu Pircharn und bedeutet „Ort bei den Birken“. Der Traubenberg hieß bei der ersten schriftlichen Aufzeichnung 1406 „in der Dragen“. Das bezeichnete einen Berg, auf den die lebensnotwendigen Güter und auch die Erde der Weingärten hinaufgetragen werden musste.

### Bevölkerungsentwicklung

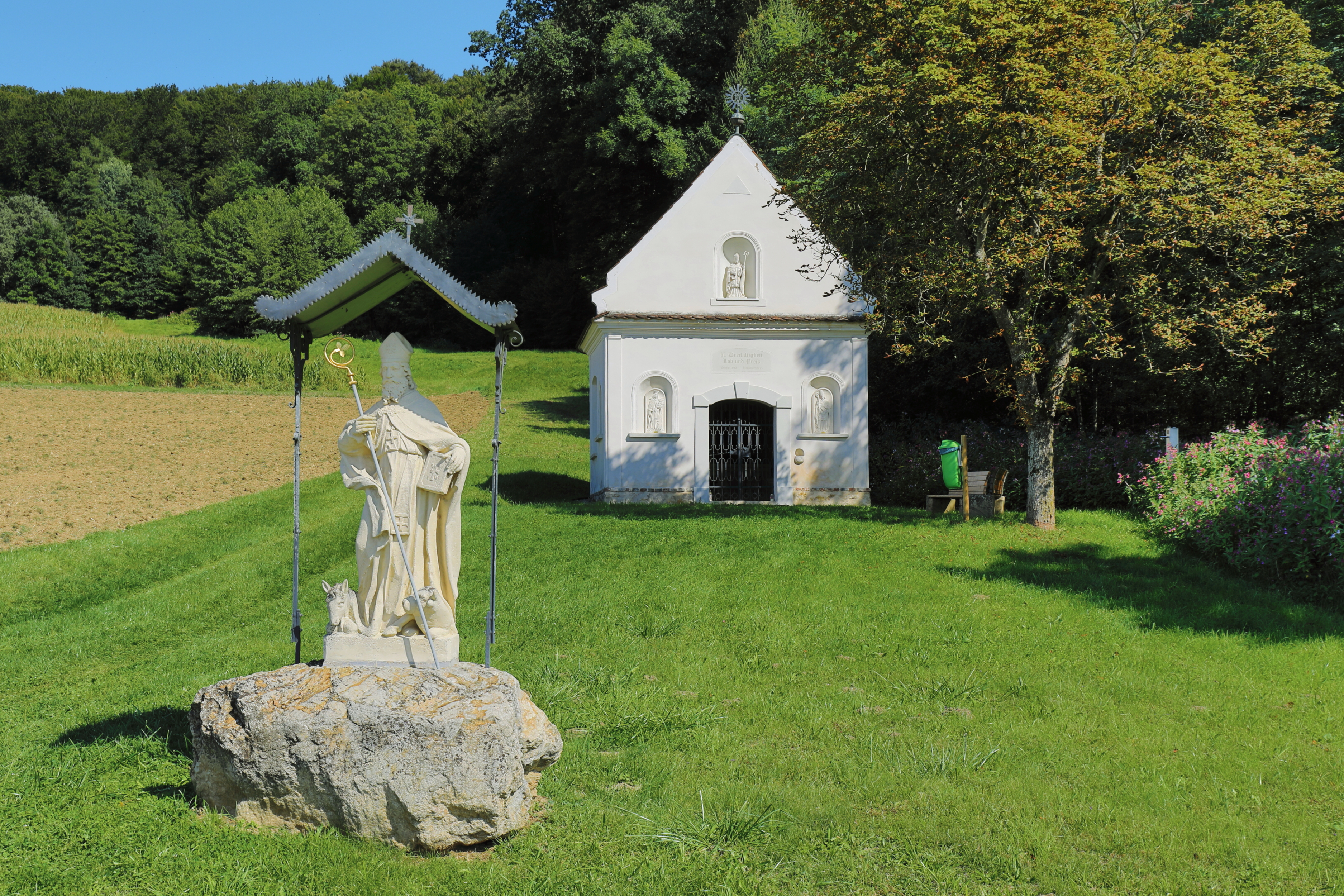
Dreifaltigkeits- bzw. Wiener-Kapelle in Pirching

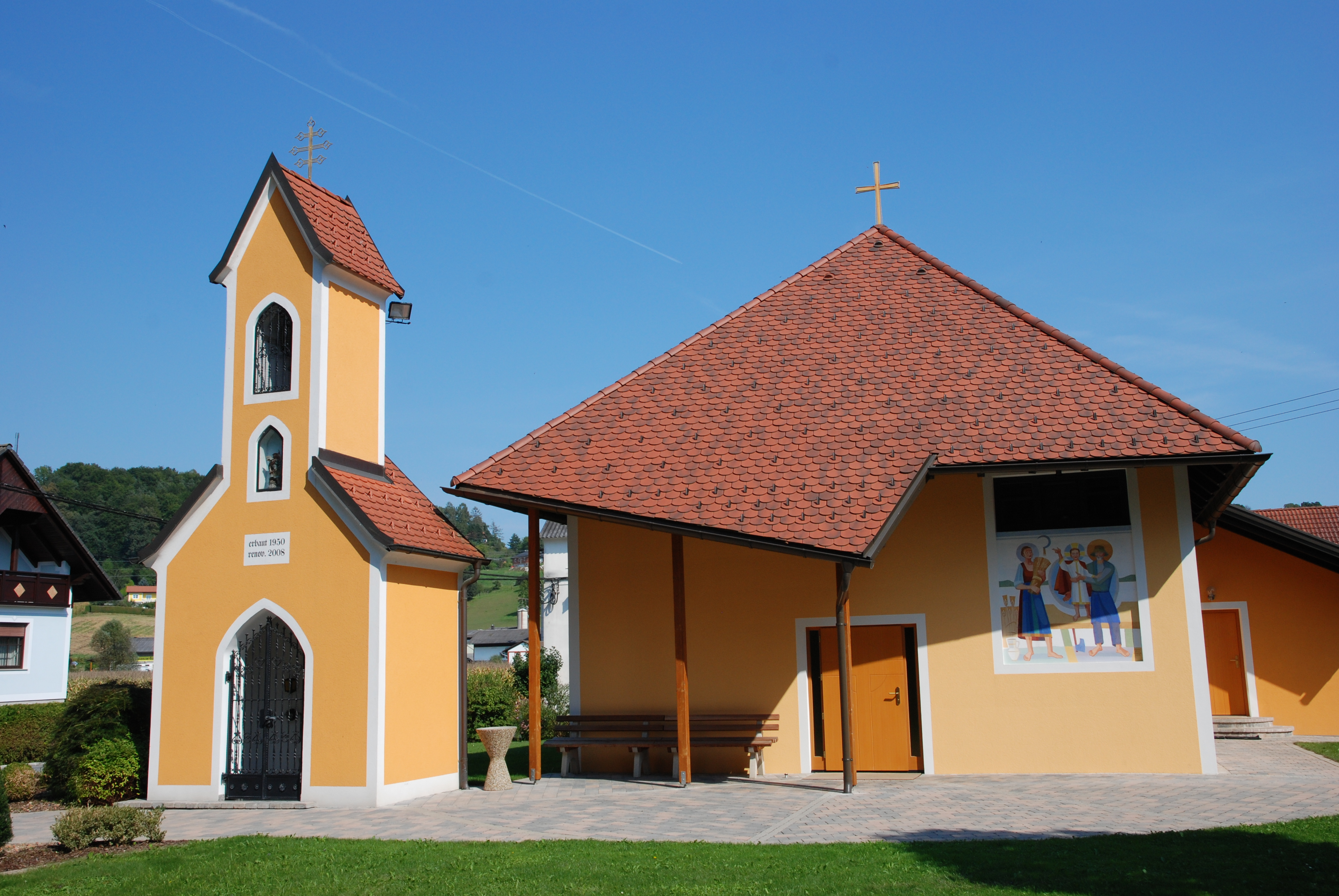
Kapelle in Frannach

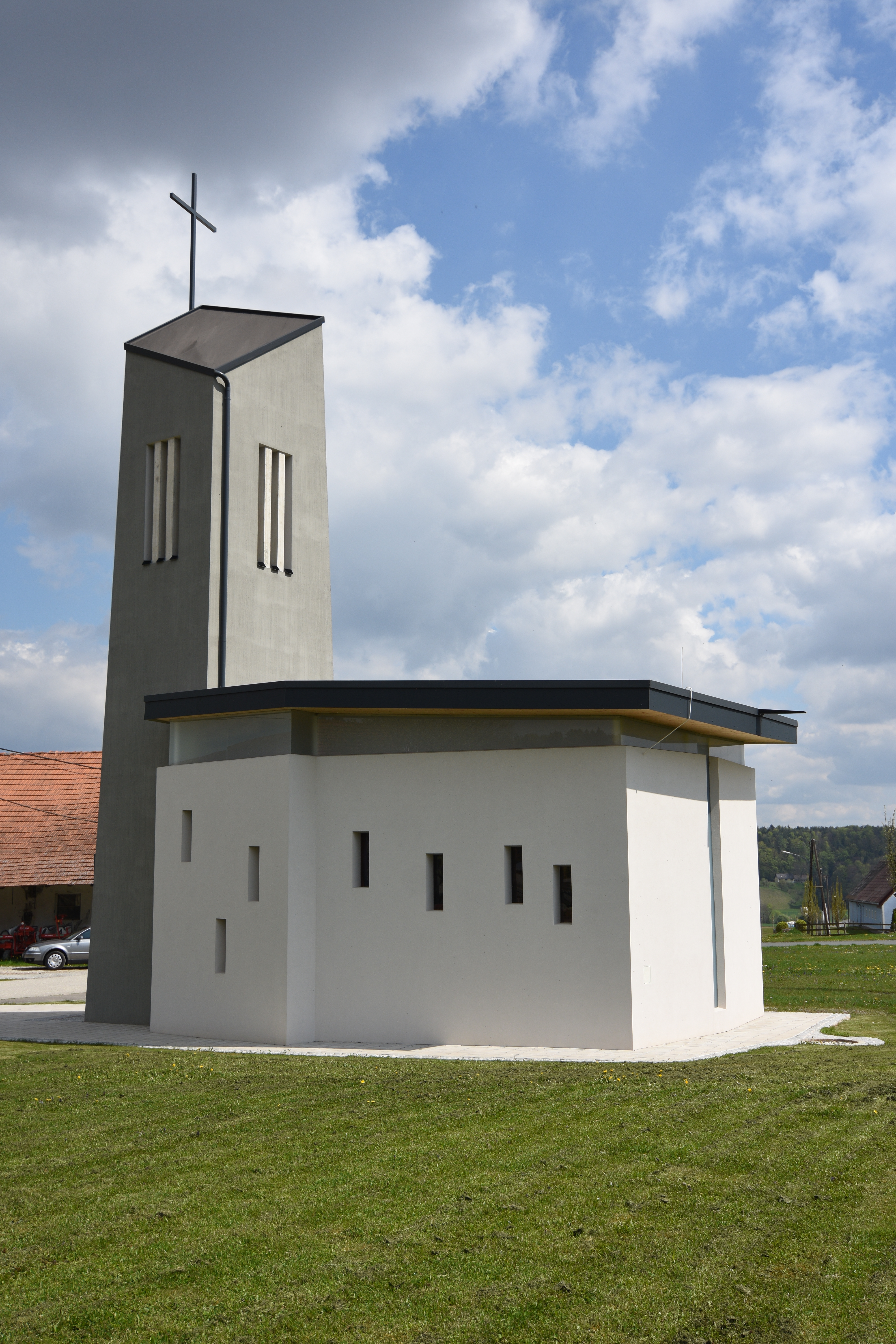
Kapelle Manning

| Pirching am Traubenberg: Einwohnerzahlen von 1869 bis 2024 | Pirching am Traubenberg: Einwohnerzahlen von 1869 bis 2024 | Pirching am Traubenberg: Einwohnerzahlen von 1869 bis 2024 | Pirching am Traubenberg: Einwohnerzahlen von 1869 bis 2024 | Pirching am Traubenberg: Einwohnerzahlen von 1869 bis 2024 |
| ---------------------------------------------------------- | ---------------------------------------------------------- | ---------------------------------------------------------- | ---------------------------------------------------------- | ---------------------------------------------------------- |
| Jahr                                                       |                                                            |                                                            |                                                            | Einwohner                                                  |
| 1869                                                       | 1869                                                       |                                                            | 2.335                                                      | 2.335                                                      |
| 1880                                                       | 1880                                                       |                                                            | 2.379                                                      | 2.379                                                      |
| 1890                                                       | 1890                                                       |                                                            | 2.294                                                      | 2.294                                                      |
| 1900                                                       | 1900                                                       |                                                            | 2.200                                                      | 2.200                                                      |
| 1910                                                       | 1910                                                       |                                                            | 2.250                                                      | 2.250                                                      |
| 1923                                                       | 1923                                                       |                                                            | 2.213                                                      | 2.213                                                      |
| 1934                                                       | 1934                                                       |                                                            | 2.232                                                      | 2.232                                                      |
| 1939                                                       | 1939                                                       |                                                            | 2.100                                                      | 2.100                                                      |
| 1951                                                       | 1951                                                       |                                                            | 2.053                                                      | 2.053                                                      |
| 1961                                                       | 1961                                                       |                                                            | 1.980                                                      | 1.980                                                      |
| 1971                                                       | 1971                                                       |                                                            | 2.069                                                      | 2.069                                                      |
| 1981                                                       | 1981                                                       |                                                            | 2.107                                                      | 2.107                                                      |
| 1991                                                       | 1991                                                       |                                                            | 2.219                                                      | 2.219                                                      |
| 2001                                                       | 2001                                                       |                                                            | 2.379                                                      | 2.379                                                      |
| 2011                                                       | 2011                                                       |                                                            | 2.628                                                      | 2.628                                                      |
| 2021                                                       | 2021                                                       |                                                            | 2.539                                                      | 2.539                                                      |
| 2024                                                       | 2024                                                       |                                                            | 2.534                                                      | 2.534                                                      |
| Quelle(n): Statistik Austria, Gebietsstand 1.1.2021        |                                                            |                                                            |                                                            |                                                            |

## Kultur und Sehenswürdigkeiten
- Dreifaltigkeits- bzw. Wiener-Kapelle in Pirching
- Kapelle in Frannach
- Die Kapelle Manning ist eine moderne Kleinkirche der Künstlerin Roswitha Dautermann

## Wirtschaft und Infrastruktur

### Wirtschaftssektoren
Die folgende Tabelle zeigt die Entwicklung der Anzahl der Betriebe und der Beschäftigten in den Wirtschaftssektoren:
| Wirtschaftssektor            | Anzahl Betriebe | Anzahl Betriebe | Anzahl Betriebe | Erwerbstätige | Erwerbstätige | Erwerbstätige |
| Wirtschaftssektor            | 2021            | 2011            | 2001            | 2021          | 2011          | 2001          |
| ---------------------------- | --------------- | --------------- | --------------- | ------------- | ------------- | ------------- |
| Land- und Forstwirtschaft 1) | 67              | -               | -               | 78            | 101           | 139           |
| Produktion                   | 30              | 17              | 7               | 174           | 104           | 94            |
| Dienstleistung               | 96              | 79              | 37              | 281           | 185           | 107           |

1) Betriebe mit Fläche in den Jahren 2010 und 1999, Arbeitsstätten im Jahr 2021

### Verkehr
Über die Kirchbacher Straße gelangt man nach Nordwesten nach Graz oder nach Südwesten Richtung Leibnitz.
Der nächste Bahnhof ist etwa 20 Kilometer entfernt in Kalsdorf. Ebenso weit entfernt ist der Flughafen Graz.

## Politik

### Gemeindevorstand
Der frühere Obstbaumeister und nunmehrige Pensionist Franz Matzer (* 1951, ÖVP), der bereits von 1989 bis Ende 2014 Bürgermeister der Gemeinde Pirching am Traubenberg war und danach die fusionierte Gemeinde als Regierungskommissär leitete, wurde anlässlich der konstituierenden Sitzung des Gemeinderats am 22. April 2015 als Bürgermeister wiedergewählt und übte sein Amt bis Anfang 2019 aus. Neuer Bürgermeister ist seit 16. Jänner 2019 Siegfried Neuhold (ÖVP), der bei der Wahl 2020 in seinem Amt bestätigt wurde.
Dem Gemeindevorstand gehören weiters Vizebürgermeister Gernot Meier (ÖVP) und Gemeindekassierin Christine Lecker (ÖVP) an.

### Chronik der Bürgermeister
Die Chronik der Pirching am Traubenberg weist folgende Bürgermeister aus:
| Pirching | Rettenbach |
| --- | --- |
| - 1892–1915 – Franz Frühwirth - 1915–1938 – Alois Reisenhofer - 1938–1945 – Josef Pechmann - 1945–1960 – Felix List - 1960–1989 – Johann Neuhold - 1989–2019 – Franz Matzer - 2019–0000 – Siegfried Neuhold | - 1892–1898 – Michael Fröhlich - 1898–1901 – Fanz Sitzwohl - 1901–1924 – Franz Madl - 1924–1936 – Josef Eberl - 1936–1945 – Leopold Reisenhofer - 1945–1950 – Anton Madl - 1950–1955 – Franz Zirkl - 1955–1958 – Josef Leopold - 1958–1960 – Johann Tieber - 1960–1964 – Josef Leopold |

### Gemeinderat
Der Gemeinderat besteht aus 15 Mitgliedern und setzt sich aufgrund des Ergebnisses der Gemeinderatswahl 2020 aus Mandaten der folgenden Parteien zusammen:
- 13 ÖVP
- 01 SPÖ
- 01 Die Grünen

Die letzten Gemeinderatswahlen brachten folgende Ergebnisse:
| Partei          | 2020    | 2020  | 2020    | 2015         | 2015         | 2015         | 2010             | 2010             | 2010             | 2010             | 2010             | 2010             | 2010             | 2010             | 2010             |
| Partei          |         |       |         | Großgemeinde | Großgemeinde | Großgemeinde | Pirching         | Pirching         | Pirching         | Edelstauden      | Edelstauden      | Edelstauden      | Frannach         | Frannach         | Frannach         |
| Partei          | Stimmen | %     | Mandate | St.          | %            | M.           | St.              | %                | M.               | St.              | %                | M.               | St.              | %                | M.               |
| --------------- | ------- | ----- | ------- | ------------ | ------------ | ------------ | ---------------- | ---------------- | ---------------- | ---------------- | ---------------- | ---------------- | ---------------- | ---------------- | ---------------- |
| ÖVP             | 1.208   | 84    | 13      | 1.193        | 73           | 12           | 912              | 85               | 13               | 157              | 100              | 9                | 301              | 71               | 7                |
| SPÖ             | 102     | 7     | 1       | 0253         | 15           | 02           | 161              | 15               | 02               | nicht kandidiert | nicht kandidiert | nicht kandidiert | 121              | 29               | 2                |
| Die Grünen      | 129     | 9     | 1       | 0187         | 11           | 01           | nicht kandidiert | nicht kandidiert | nicht kandidiert | nicht kandidiert | nicht kandidiert | nicht kandidiert | nicht kandidiert | nicht kandidiert | nicht kandidiert |
| Wahlberechtigte | 2.140   | 2.140 | 2.140   | 2.152        | 2.152        | 2.152        | 1.289            | 1.289            | 1.289            | 379              | 379              | 379              | 452              | 452              | 452              |
| Wahlbeteiligung | 68 %    | 68 %  | 68 %    | 78 %         | 78 %         | 78 %         | 84 %             | 84 %             | 84 %             | 74 %             | 74 %             | 74 %             | 95 %             | 95 %             | 95 %             |

### Wappen
Die Verleihung des Gemeindewappens erfolgte mit Wirkung vom 1. Juni 1984. Wegen der Gemeindezusammenlegung verlor das Wappen mit 1. Jänner 2015 seine offizielle Gültigkeit. Die Wiederverleihung erfolgte mit Wirkung vom 1. November 2015.

Die Blasonierung (Wappenbeschreibung) lautet:
„Von Silber und Grün durch einen geminderten Schrägrechtsbalken in verwechselten Farben gespalten, aus dem oben ein befruchteter Birkenzweig, unten eine belaubte Weintraube wächst.“

## Persönlichkeiten

### Ehrenbürger
- 1984: Josef Krainer (1930–2016), Landeshauptmann der Steiermark 1980–1996[15]
- 2019: Franz Matzer (* 1951), Bürgermeister von Pirching am Traubenberg 1989–2019[16]